# دانا إنترناشيونال
شارون كوهين (بالعبرية: שרון כהן) المعروفة مهنيا باسم دانا إنترناشيونال (بالعبرية: דנה אינטרנשיונל) (ولدت باسم يارون كوهين (بالعبرية: ירון כהן) في 2 فبراير 1969) مغنية بوب إسرائيلية من أصل يمني. أصدرت ثمانية ألبومات وثلاثة ألبومات تجميع إضافية وتعتبر إحدى أكثر المغنيات نجاحا في تاريخ إسرائيل. اشتهرت بعد فوزها بمسابقة الأغنية الأوروبية عام 1998 في برمنغهام بأغنية ديفا.
ولدت ذكرا عند الولادة ثم اكتشفت أنها كانت من المتحولين جنسيا في سن مبكرة وأجرت عملية جراحية لتغيير الجنس في عام 1993 عندما كانت تبلغ من العمر الثالثة عشر وكانت في ذلك العام أيضا قد أصدرت ألبومها الأول دانا إنترناشيونال. عززت نجاحها التجاري مع ألبومي أومباتامبا (1994) مجنونة (1996) في عام 1998 اختيرت لتمثيل إسرائيل في مسابقة الأغنية الأوروبية مع أغنيتها ديفا وفي وقت لاحق فازت في المنافسة القارية ولفتت دانا انتباه الجمهور إلها في جميع أنحاء أوروبا.
بعدها أصدرت ألبومات حرة (1999)، يوتر فييوتر (2001)، هاهالوم هايفشاري (2002)، وهاكول زي ليتوفا (2008) وفي عام 2011 مثلت إسرائيل مرة أخرى في مسابقة يوروفيجن وهذه المرة مع أغنية دينغ دونغ لكنها فشلت في الوصول إلى المرحلة النهائية. وفي نفس العام أصبحت أيضا محكمة في مسابقة المواهب الموسيقية في التلفزيون الإسرائيلي كوخاف نولاد.
كان لدانا إنترناشيونال الفضل كونها إحدى أفضل المتحولين جنسيا شهرة في العالم. في عام 2005 شهد استطلاع للرأي من قبل الموقع الإخباري الإسرائيلي يديعوت احرونوت أنها احتلت المرتبة 47 ضمن قائمة أعظم 200 إسرائيلي في تاريخ إسرائيل.

## روابط خارجية
- دانا إنترناشيونال على موقع IMDb (الإنجليزية)
- دانا إنترناشيونال على موقع ميوزك برينز (الإنجليزية)
- دانا إنترناشيونال على موقع أول ميوزيك (الإنجليزية)
- دانا إنترناشيونال على موقع ديسكوغز (الإنجليزية)